# All-Star Gala 2013
Het All-Star Gala 2013 werd gehouden op 24 februari 2013 in de Kingsdome in Den Helder. Het was de eerste keer dat het evenement hier georganiseerd werd.

## All*Star Game
| Pos.                                    | Speler              | Team                | Aantal selecties | Stemmen  |
| Starters                                | Starters            | Starters            | Starters         | Starters |
| --------------------------------------- | ------------------- | ------------------- | ---------------- | -------- |
| G                                       | Aron Royé           | BC Apollo           | 1                | 348      |
| G                                       | Tanner Smith        | Landstede Basketbal | 1                | 486      |
| F                                       | Zack Novak          | Landstede Basketbal | 1                | 583      |
| F                                       | Jamal Boykin        | GasTerra Flames     | 1                | 419      |
| C                                       | Darryl Webb         | Landstede Basketbal | 1                | 452      |
| Bankspelers                             |                     |                     |                  |          |
| G                                       | Jessey Voorn        | GasTerra Flames     | 2                | –        |
| G                                       | Whit Holcomb-Faye   | Aris Leeuwarden     | 1                | –        |
| F                                       | Jason Dourisseau    | GasTerra Flames     | 3                | –        |
| G                                       | Mark Hill           | Den Helder Kings    | 1                | –        |
| C                                       | Storm Warren        | Den Helder Kings    | 1                | –        |
| C                                       | Jeroen van der List | Den Helder Kings    | 1                | –        |
| F                                       | Samme Givens        | Aris Leeuwarden     | 1                | –        |
| Coaches: Ivica Skelin (GasTerra Flames) |                     |                     |                  |          |

| Pos.                  | Speler             | Team                        | Aantal selecties | Stemmen  |
| Starters              | Starters           | Starters                    | Starters         | Starters |
| --------------------- | ------------------ | --------------------------- | ---------------- | -------- |
| G                     | Andre Young        | EiffelTowers Den Bosch      | 1                | 677      |
| G                     | Worthy de Jong     | Zorg en Zekerheid Leiden    | 2                | 541      |
| F                     | Arvin Slagter      | Zorg en Zekerheid Leiden    | 3                | 397      |
| F                     | Stefan Wessels     | EiffelTowers Den Bosch      | 4                | 449      |
| C                     | Ross Bekkering     | Zorg en Zekerheid Leiden    | 2                | 571      |
| Bankspelers           |                    |                             |                  |          |
| G                     | DeJuan Wright      | EiffelTowers Den Bosch      | 1                | –        |
| G                     | Rahmon Fletcher    | Stepco BSW                  | 1                | –        |
| G                     | Bryquis Perine     | Stepco BSW                  | 1                | –        |
| F                     | Sjors Besseling    | Stepco BSW                  | 1                | –        |
| G                     | Anthony Miles      | Rotterdam Basketbal College | 1                | –        |
| C                     | Kenneth van Kempen | Stepco BSW                  | 1                | –        |
| C                     | Antwan Carter      | Stepco BSW                  | 1                | –        |
| Coaches: Raoul Korner |                    |                             |                  |          |

- Speler was geblesseerd en speelde niet.

| 24 februari 2014 | Team Noord          | 118–129 | Team Zuid            | KingsDome, Den Helder                      |  |
| 24 februari 2014 | Givens, Warren (18) |         | Wessels, Wright (19) | Kwartstanden: 24–39, 61–63, 93–98, 118–129 |  |
| 24 februari 2014 |                     |         |                      |                                            |  |
|                  |                     |         |                      |                                            |  |

Meest Waardevolle Speler:  Stefan Wessels, EiffelTowers Den Bosch